# کردخانی
کردخانی (به لاتین: Kürdəxanı) یکی از شهرهای جمهوری آذربایجان است که از توابع شهر باکو است. جمعیت این شهر در سرشماری سال ۲۰۱۱ میلادی، ۶۲۰۰ نفر بود.